# 薩布斯蒂爾 (喬治亞州)
薩普斯蒂爾（英語：Sapps Still）是位於美國喬治亞州科菲縣的一個非建制地區。該地的面積和人口皆未知。

## 地理
薩普斯蒂爾的座標為31°42′58″N 82°56′15″W / 31.71611°N 82.93750°W，而該地的平均海拔高度為98米（即322英尺）。